# Dendrodoris senegalensis
Dendrodoris senegalensis is een slakkensoort uit de familie van de Dendrodorididae. De wetenschappelijke naam van de soort is voor het eerst geldig gepubliceerd in 1975 door Bouchet.